# Janina Ordężanka

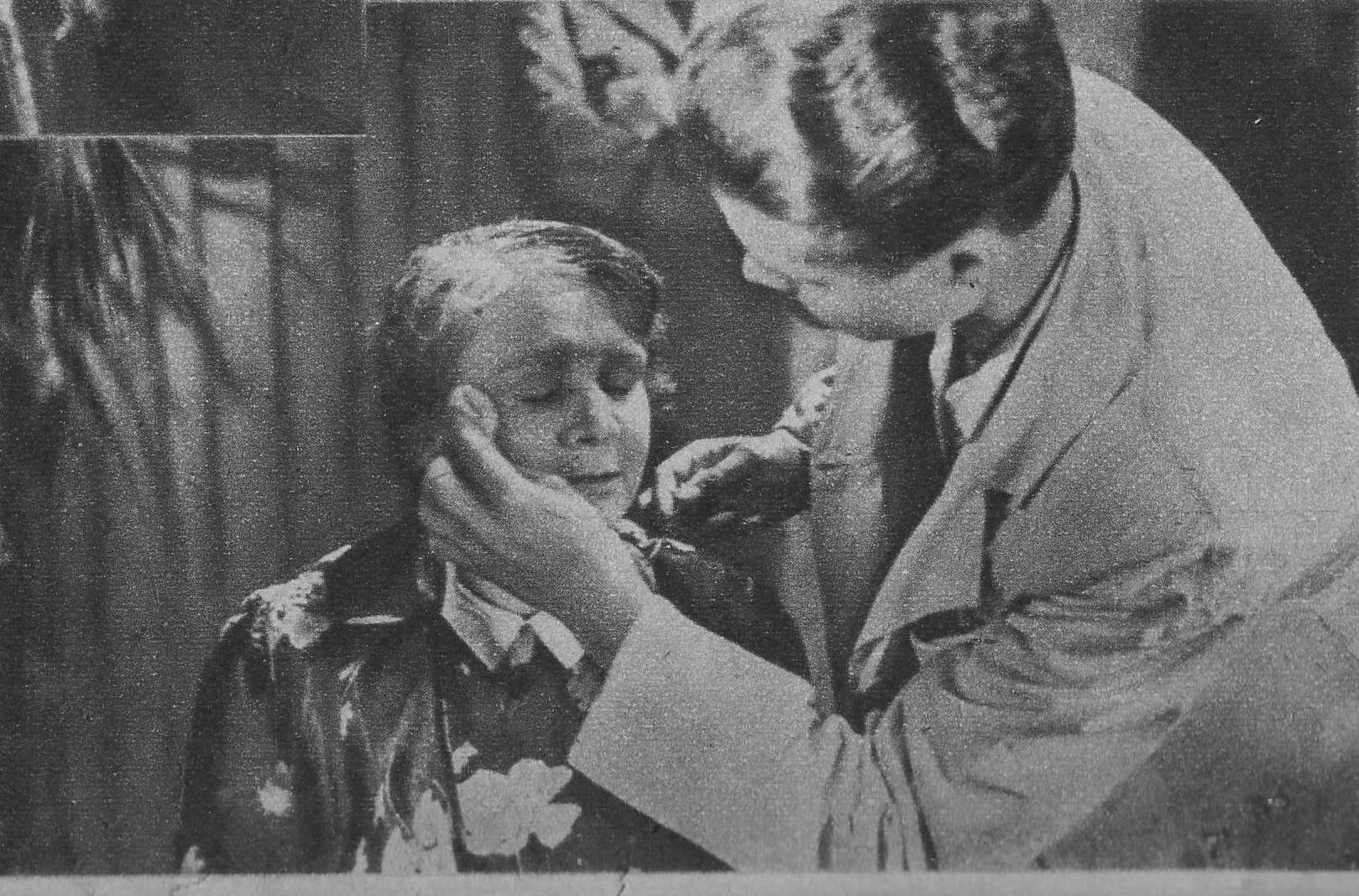
Janina Ordężanka na planie Zakazanych piosenek

Janina Ordężanka, właśc. Janina Róża Samborska z d. Ordęga h. Łodzia (ur. 9 stycznia 1889 w Szczypiornie, zm. 24 lipca 1981 w Krakowie) – polska aktorka teatralna i filmowa.
Jako aktorka teatralna debiutowała w 1908. Rok później ukończyła Kursy Dramatyczno-Wokalne Hryniewieckiej w Warszawie. Do II wojny światowej była związana ze scenami warszawskimi, po wojnie krakowskimi, m.in. Starym Teatrem i Teatrem im. Juliusza Słowackiego. Przeszła na emeryturę w 1968.
Po wojnie wystąpiła w kilku filmach, m.in. Zakazanych piosenkach (1946, w roli matki głównych bohaterów - Haliny i Romana).
Zmarła w Krakowie. Pochowana na cmentarzu Rakowickim (kwatera W-9-26).

## Odznaczenia
- Medal 10-lecia Polski Ludowej (28 stycznia 1955)[2].

## Filmografia
- 1946: Zakazane piosenki - matka Haliny i Romana
- 1950: Warszawska premiera
- 1971: Trzecia część nocy - matka Olka
- 1978: Aktorzy prowincjonalni - matka Andrzeja